# Stipe à glumes membraneuses
Achnatherum hymenoides
Espèce
Synonymes
Stipa hymenoides Roemer & J.A. Schultes
Classification APG II (2003)
Le Stipe à glumes membraneuses (Achnatherum hymenoides) est une herbe de la famille des Poacées.